# Crocodiles de Cologne
Stade
Maillots
Champion d'Allemagne
2000
Crocodiles de Cologne (Cologne Crocodiles) est un club allemand de football américain basé à Cologne. Ce club fut fondé en 1980.

## Palmarès
- Champion d'Allemagne : 2000
- Vice-champion d'Allemagne : 1982, 1990, 1991, 1993,  1997